# Албрехт II (Мекленбург-Щаргард)
Вижте пояснителната страница за други личности с името Албрехт II.
Албрехт II фон Мекленбург-Щаргард (на немски: Albrecht II von Mecklenburg-Stargard; * пр. 1400; † между 11 февруари 1421 и 4 октомври 1423) е от 1417 до 1421/1423 г. херцог на Мекленбург-Щаргард, господар на Нойбранденбург, Щаргард, Щрелиц и Везенберг (с Лизе).

## Биография
Той е големият син на херцог Улрих I фон Мекленбург-Щаргард († 1417) и втората му съпруга Маргарета от Померания-Щетин († сл. 1417), дъщеря на херцог Свантибор III от Померания-Щетин († 1413) и Анна фон Хоенцолерн-Нюрнберг († ок. 1413).
Албрехт II управлява от 1417 г. Мекленбург-Щаргард в началато под опекунство и след това заедно с по-малкия му брат Хайнрих († 1466).
Умира неженен и бездетен през 1421/1423 г.